# فريق الشياطين الأزرق
فريق الشياطين الأزرق للاستعراض الجوي. (بالإنجليزية: (Blue Devils (aerobatic team))‏. أو فريق (410 (أف)). فريق استعراضات الجوية يتبع لسلاح الجو الملكي الكندي.

## الفريق
فريق الاستعراضات الجوية التي حلقت الطائرات النفاثة هافيلاند مصاص الدماء دي من 1949 إلى 1951. وحدة كان أول فريق الاستعراضات الجوية بعد الحرب على القوات المسلحة الكمبودية الملكية، و[1] و ينتمي إلى أول سرب طائرة مقاتلة التشغيلية للقوات المسلحة الملكية الكندية، ورقم 410 اسم اخر للفريق.